# Dendryphion nodulosum
Dendryphion nodulosum är en svampart som beskrevs av Sacc. 1877. Dendryphion nodulosum ingår i släktet Dendryphion och familjen Pleosporaceae.   Inga underarter finns listade i Catalogue of Life.